# 网络评论员
网络评论员（即网评员、輿情員）是中国大陆的一种特定称呼，是指受雇佣发表有利于中国共产党和中华人民共和国政府或相关部门评论的人员。普通网民常以“五毛”、“五毛党”、“七毛”或“七毛黨”来称呼网络评论员，以讽刺网评员每发一文「能賺五毛钱或七毛錢」。 网络评论员通常以普通网民的身份，发表拥护中華人民共和国党政机关的内容，围攻批评党和政府的网络声音，或采取其他网络传播策略，来试图达到影响、引导和制造网络舆论的目的。 
2018年以来，中共中央政法委进一步提出要建立正规的“政法网评大军”，认为“建好用好政法网宣铁军是打赢网络意识形态斗争的需要”、“建好用好政法网宣铁军是服务党和国家工作大局的需要”等。 2019年，香港反送中运动期间，Twitter、Facebook禁封或删除了大量疑似具有中国大陸官方背景、用于引导舆论的帐号，其中Twitter声称处理了约20万个相关帐号。

## 历史发展

### 江泽民时期
1996年仇和在中共宿迁市委、沭阳县委任职之后组织政府工作人员针对网络流传的热点事件和网友评论灌注相反意见影响舆论。

### 胡锦涛时期
2005年4月28日中共宿迁市委宣传部公开聘请26位网络评论员。这是被披露的最早的网络评论员的出现之一。
2006年5月，中共合肥市委宣传部网站一篇考察报告中提及，长沙市委外宣办约于2004年10月起雇佣网络评论员，其工作为向市领导报送“舆情”，在20多个国内著名网站论坛上发表长沙的正面信息，及时联系各网站删除关于长沙的负面贴文等。
另一早期“网络评论员”大规模出现和被揭露事件发生在南京大学官方BBS——南京大学BBS上。在2004年底的教育部、共青团中央《关于进一步加强高等学校校园文化建设的意见》中指出：“要充分发挥学生社区、学生公寓、网络虚拟群体等新型大学生组织在校园文化建设中的重要作用，加强有效引导，确保校园文化的正确发展方向”。2005年3月，教育部对全国高校的讨论版进行了整治行动。在小百合BBS拒绝按照命令进行整改，宣布关站之后，南京大学校方在原有域名上开设官方版本的南京大学BBS，指派学生会干部及部分学生为“网评员”，“纳入学校勤工助学体系，根据每月的考评结果发给适当的勤工助学补助”。这些网评员将通过发帖与跟帖，来发布对学校与政府正面的信息，抵制负面信息，同时对校内外网站上有关学校的重要信息及时上报学校网络管理工作领导小组办公室。
随后，各个学校和地方政府，如中国浙江省台州市、四川省巴中市等等省市，也纷纷开始招聘网络评论员，用于在网上对政府进行正面宣传引导。
2007年1月23日，中共中央总书记胡锦涛在中共中央政治局第38次集体学习时强调要“加强网上思想舆论阵地建设，掌握网上舆论主导权，提高网上引导水平，讲求引导艺术，积极运用新技术，加大正面宣传力度，形成积极向上的主流舆论”。政府也要求各网站将此讲话播放一周。其后，中共中央办公厅、国务院办公厅发文，要求各级领导选拔“政治素质过硬，网络技术水平高的同志，组成网络评论员队伍，他们要能用网民可以接受的方法和语言，积极引导网上舆论”。之后，各网站、学校与地方政府雇佣网络评论员的活动进一步加强，网评员也会定期向上级作相关报告。
官方媒体人民网与中国共产党新闻网的官方论坛七一社区曾经统一实名登记来自全国各地的“反腐频道网评员”，投票评选“优秀”网评员，或开展一些征文活动。人民日报也设有“人民网舆情监测室”、“人民网舆情频道”、“中文报刊监测系统”等，监测大陆境内所有和境外五家报刊的舆论情况，定期发布“帮领导干部读网”的《网络舆情》内部参考杂志和网络舆情监测报告等，参与中国社科院年度《社会蓝皮书》网络舆情课题、国家科技部“科技舆情监测与形象传播研究”等项目，长期为国务院新闻办网络局提供“网络舆情分析信息”。
很多突发的时事之后，均有网评员参与到网络的讨论中来。如2009年，上海市级机关网评员参与莲花河畔景苑房屋倒塌事故、强制安装“绿坝”网络过滤软件、普陀区城管打人事件、甲型H1N1流感防控、钓鱼执法事件、闵行区潘蓉自焚事件、地铁事故频发等事件的舆论引导工作，在人民网、新华网、东方网及新浪、天涯社区等网站发帖、跟帖、转帖200余篇，东方网评论频道录用文章20余篇，因而得到了上海市网宣办的肯定。

### 习近平时期
中共中央组织部、中共中央宣传部和中共教育部党组在2013年5月4日发布的《关于加强和改进高校青年教师思想政治工作的若干意见》中提出要“主动占领网络思想政治工作阵地，积极搭建网络教育服务平台，提升运用网络开展青年教师思想政治工作的能力。”
2014年2月27日，中共中央总书记习近平在中央网络安全和信息化领导小组第一次会议上发表的讲话中也要求“要创新改进网上宣传，运用网络传播规律，弘扬主旋律，激发正能量，大力培育和践行社会主义核心价值观，把握好网上舆论引导的时、度、效，使网络空间清朗起来”。
2015年1月《环球时报》发表作者单位为安徽省委宣传部，署名“安轩平”的评论，称中国好网民应该是：一、国家的衷心拥爱者；二、主流价值观的积极传播者；三、低级趣味的坚决抵制者；四、网络秩序的自觉维护者。还称做好网民就要敢做“五毛党”、多做“点讚党”，乐做“自乾五”。
2018年以来，中共中央政法委进一步提出要建立正规的“政法网评大军”，认为“建好用好政法网宣铁军是维护政法机关良好形象的需要”、“建好用好政法网宣铁军是打赢网络意识形态斗争的需要”、“建好用好政法网宣铁军是服务党和国家工作大局的需要”。
2019年香港反送中抗议期间，Twitter和Facebook发表公告，称调查发现受中国政府控制的账号散布对香港示威者不利的虚假信息，Facebook删除了7个页面、3个群组和5个账号，Twitter删除了936个账号。Facebook发表截图指这些账号夸大表现示威者暴力，将示威者与ISIS恐怖分子作比；Twitter公布了所有被删账号和它们发表的推文消息供打包下载。此行为被中国政府指责为“破坏言论自由”。此后，Twitter声称总共处理了约20万个相关帐号。

## 网络名称

### “五毛党”
网络评论员的常用别称“五毛党”（或“五毛”）通常带有明显的负面和讽刺意味。网民常使用该词来讽刺这些受雇的网络评论员。
在一份官方檔案中提到，2004年10月开始，中共湖南省長沙市委宣傳部的網評員每月底薪600元，每帖按5角錢加薪。此说法也被普遍认为是“五毛”一词的由来。
但“五毛（党）”一词在网络上实际使用时，經常会被一些网民（多為對中國共產黨和中國政府持反對意見者）用于形容所有赞美、支持、拥护中国政府和中国共产党、为其辩护者，而不论有没有收钱。北京大学互联网专家胡泳接受《环球时报》英文版采访时，在批评网评员制度的同时表示“五毛党”一词已被标签化和污名化，“成了骂人的东西，是互联网上的一种语言现象，这和网评员的制度设置不是一回事”。不过与此同时，也衍生出同样具污名性质的网络用语“五美分党”、“美分党”，甚至“<其他某币种>党”等词，一些中国政府的支持者用这些词来贬称政府的批评者，称其受西方国家或“反中”组织雇佣。
“五毛”、“五毛党”等词汇也被一些大陆网站当做敏感词进行过滤审查处理，禁止或限制使用与讨论。
北京师范大学政治学与国际关系学院副院长张胜军在《环球时报》中文版上发表《“五毛党”帽子能吓住谁？》一文，称其不知“五毛党”一词为谁编造，但是该词的流行“系西方媒体引导”，该词不利于中国网络的言论自由。一些中国政府的支持者使用另一衍生网络用语“自干五”（意为“自带干粮的五毛”）来声称自己是自发支持拥护中国政府的网民。《光明日报》、《解放军报》等官方媒体都曾发表评论文章，赞扬鼓励网民做“自干五”。

### 网络评论员的正式名称
“网络评论员”、“网评员”、“舆情员”是对这类人员的常见的官方正式称呼。
在不同的地方与网站，网络评论员的正式称呼可能也是不同的，这也可能是出于地方政府或网站管理者“不断创新”的考虑。除了此前常见的“网络评论员”外，如河北省唐山市在2012年5月的文件中，出现了“网络文明传播志愿者”的名字，从表述上来看，该名称与网络评论员似无大区别。
在中国大陆的一些高校称为“网络红客”。2006年3月《无锡日报》报道江南大学从从学生党员等中挑选出70多名学生成“网络红客”，后来又扩充至千人。此后，天津大学、四川大学、成都理工大学、西南财经大学、南开大学等高校纷纷成立类似组织，引导学生参与校园舆情管理，组织名称从“网络信息员”、“舆情小组”到成都理工大学的“白客”不一而足，多数则称“网络红客”。
2015年中央网络安全和信息化领导小组办公室、共青团中央联合开展“青年网络文明志愿行动”。“网络文明志愿者”也成为网络评论员的正式名称。

### 网络评论员的其他贬称
“网评猿”是网评员的常用网络谐音贬称。此外，其他不常用的贬称还包括“红马甲”等。:68

### 相关网络用语
网络用语“网络水军”（简称“水军”）既可以指代商业领域的受雇评论员，也可以指代政治领域的网络评论员或“五毛”。
“网络特工”（或“网特”）一词虽然从定义上可以用来指代在境内外网络上制造舆论的大陆网评员，但作为网络用语在中国大陆论坛上使用时，通常都指中国政府及支持者眼中的“西方反中网络特工”。
其他指代中国政府及共产党的支持者、民族主义者、左派网民的网络用语包括：
- 2000年代初期出现的“愤青”：指中國大陸極端民族主義者，或不滿社會現狀、主張和言行激進的網民，略带贬义。
- 2015年后兴起的“精赵”（精神上的「趙家人」[註 1]）这一网络用语的意思是“自认为能在执政集团的强势下沾光的人”[51]。批评中国政府及共产党的网民用“精赵”以及“你也配姓赵？”[51]来讽刺或贬斥网络评论员或中国政府及共产党的支持者。
- 2016年后出现的“小粉紅”：指中國大陸受極端民族主義或愛國主義影響的網民，略带贬义。

## 管理运作

### 招聘与规模
根据《中国中共高校工委的招聘意见（暂定）》，各高校网络评论员主要从高校共产党党委宣传部、学生处、团委、教务处、网络中心、招生就业处、思想政治理论教学部和教学系院等单位工作的干部和部分学生干部中选任。
而对于招聘规模，则没有具体数据，各个高校、地方政府、网站数量不一。比如淮安市清河区法院，就组建了12人的互联网网评工作队。甘肃将建650人网络评论员队伍，形成以50名网络评论“高手”为核心层、100名网络评论“好手”为紧密层、500名网络评论“写手”为外围层的网评队伍体系。
2005年4月，《扬子晚报》报道宿迁市委宣传部在全市招聘了第一批26名网络评论员。
据《环球时报》英文版2010年5月报道，温云超称广东省大概有20个新闻网站专职评论员；湖北省某县级纪委网评员表示该县有100多名业余写稿的通讯员，而这个县人口不到100万；北京大学互联网专家胡泳认为“舆情管理人员已经深入中国的毛细血管”，他发现每个旅游城市的机场都设有“网络舆情管理处”以快速处理网上负面消息，而其朋友说县级中学都有这种设置。
2011年5月，法新社北京分社社長Pascale Trouillaud援引一位博主认为政府雇佣兵至少有几万人。2014年江西省赣州市章贡区網信辦的工作信箱被黑，郵件顯示2014年章貢区網宣辦專職工作人員一人，外圍網評員287人，骨幹網評員5人。法廣從中國省級、地級、縣級政府數目推算，中國政府在冊網絡評論員在五十萬人以上。
大陆的大型网站都得到信息办指示，必须建立网站内部受过政府训练的网络评论员队伍。
香港论坛上也有类似的网络评论员，《蘋果日報》2011年獲得一份文件，有組織在文件中詳列於網上論壇留言攻擊泛民主派的計劃。
国际著名社交网站Twitter、Facebook、YouTube也存在使用伪造身份的网络评论员。
据香港明报2015年報導，共青团文件定出各省招揽网络评论员人数任务，共计1050万，其中高校生占400万。附件“青年网络文明志愿者队伍建设各高校任务安排表”则列出广东省各高校须交出的“人头”数目，其中以中山大学9000人占最多。以地區分，山東最多，達78萬人；其次是河南67萬人；廣東63萬人。除省市外，央企、鐵路、民航、金融機構等亦須交人。
2016年，哈佛大學三名學者發表了有關網絡評論員的研究報告。報告估計，被稱呼為「五毛黨」的網絡評論員每年在網絡上發表高達4.88億條留言，即是大約每178個留言中，就有一條是網絡評論員的留言。這些留言中，有大約52.7%發布到政府網站內，其餘則在商業網站上發布，例如新浪微博等社交平台。
2021年，美國智庫詹姆斯敦基金會刊出喬治城大學安全與新興技術中心研究員費瑞安 （Ryan Fedasiuk） 專文，他在〈不同類型的軍隊：中國網路巨魔的軍事化〉一文中指出，中共領導人正在進行一場「網路意識形態」的鬥爭，其主力軍就是「盡量擴大對中共有利內容」的網路評論員。許多大學規定網絡評論員的申請者必須是中國共產黨的黨員，要有高水準的寫作能力、敏銳地把握黨的政治理論與宣傳工作。一所大學的志願者名單顯示，其平均年齡只有19歲，利用業餘時間在「阻止各種非法和有害信息在互聯網上的傳播，為建設乾淨的網絡空間做出貢獻」。

### 任务与要求
网络评论员一般由一些隶属当地政府宣传部门领导，一些隶属于当地检察院，但大部分工作通过与当地政府各部门协调完成。
中国各地网络评论员的主要职责任务，一般都是引导网络舆论，消除当地各种事件对政府形象造成的负面影响。光明日报、新华网等中国官方媒体、中共的一些招聘意见文件以及一些政府官员均认为，网评员要拥护中国共产党，在政治上与中国共产党保持“高度一致”，要掌握社会热点动态，发挥和提高引导网上舆论的能力，以维护中国共产党与政府的执政安全，并对网评员的知识涉猎、“政策理论水平”、心理素质、网络基本操作、网络语言、文字功底和说服力等能力有或多或少的要求，也要“及时”在网站、BBS、博客上发帖跟帖等。
另一方面，为了应对上级行政部门检查，制造当地团结的网络氛围，并为每周需要递送中央的参考舆情信息准备相应的材料，应对官员考核评定，许多地方政府也建立了有关“基层舆情信息收集”的制度。
高校网络评论员的主要职责一般是：主动介入一些网上论坛和留言板等，就关注的热点问题进行对政府和学校正面的评论。特别是在发生突发事件时，要“及时”引导网上舆论，维护中国共产党的正面形象，尽可能消除各种对政府和学校负面的影响。
网络评论员一般要根据发帖量进行阶段的考核测评，并据此予以奖励。不少地方对其网评员的文章和帖子的数量也有固定的下限。

### 评论方式
网评员的评论有“明”也有“暗”。有些网评员在媒体上撰写的评论文章，其用户名称通常都是简体字同時用一个可能是网评员本人的中文姓名，並会以“评论员文章”形式公开出现，他们的文章明显为官方腔调，也会受到公开的奖励。如新华网2007年度“优秀网评人”亦菲的“喝彩”系列网评以喝彩而闻名，大多发表于“中国共产党新闻网”上，以评论员文章形式出现。
| 喝彩系列网评 |
| --- |
| - 《为墨西哥疫区航班如期抵上海喝彩》 - 《为坊间语言入政府工作报告喝彩》 - 《为“世界第一坝”简朴庆典喝彩》 - 《为刘淇的定力喝彩》 - 《为张艺谋又一个100分喝彩》 - 《为外交部发言人幽默回答“鞋袭”问题喝彩》 - 《为省委书记的“探索观”喝彩》 - 《为陈冯富珍当选世卫组织总干事喝彩》 - 《为〈资本论〉搬上舞台喝彩》 - 《为五星红旗“飘扬”太空喝彩》 - 《为中南海的“问计”喝彩》 - 《为毛家第三代无意“政治”喝彩》 - 《为法总统的正确决定喝彩》 - 《为又一个一百分喝彩》 - 《为“沒有零就业家庭”喝彩》 - 《为政协民主监督“精品意识”喝彩》 - 《为“抛头露面”的十七大代表喝彩》 - 《秉公碰硬引公众喝彩 发改委成"发火委"有啥不好》 - 《从温总理“为双方喝彩”说开去》 - 《大部制，“大步”走，人们理所当然为之喝彩，为之击掌！》 |

而大多数在论坛、BBS评论的网评员，则严格保守自己的身份。他们通常需要在论坛上对于某些关键词进行搜索，找到不利于政府或自己学校领导的帖子与新闻，跟帖进行反驳和正面宣传。对于“紧急任务”，也需要注册许多个新ID来进行跟帖，ID名字的形式也要多种多样。网评员还需避免用官方口气，要以普通网民的语气来写，不要让其他网民产生反感。
著名网络评论员、江苏省公安厅工作人员李善江，以“千钧客”为网名，通过纸媒和网络发表为极左思潮和文化大革命辩护的文章，并利用职务的便利，对反对其极左思潮者进行“人肉搜索”。“千钧客”一开始未公开自己的身份，后来身份被他人泄露至网上，于是由暗转明，成为了公开的网络评论员。
中国数字时代曝光了供中国各省市网络评论员培訓班使用的《網絡評論員工作指南》，16條工作指南中包括：網評員要善於隱瞞自己的真實身份，必須有多個不同的網名，而且不同的網名要發表不同風格的文章。必要的時候，可以由不同小組成員製造網友爭辯的假象，然後由第三方推出強有力的證據，把公眾輿論引導到第三方。網評員可以製作更加聳人聽聞的假消息，吸引網民視線，然後很快澄清該消息純屬謠言。海外網站較難控制，當不能主導論壇輿論的時候，可以採用大量短貼、無實質內容貼、非理性貼進行刷屏，令版面充斥無意義的凌亂，使讀者失去興致，達到干擾信息傳播的目的。:71–73
从2015年开始，在新浪微博平台上出现了能够自动进行评论工作的程序。只要微博中含有特定词语，就会有大量机器人账号自动进行回复。这些评论机器人被网友戏称为“机器五毛”。
2016年，哈佛大學的研究顯示，雖然一般公眾對於網絡評論員的認知是他們會無條件為政府辯護，但經過對網絡評論員的留言分析後，研究發現網絡評論員大多數留言的目的是要分散公眾的注意，部分內容包括歌頌共產黨革命烈士，歌頌政府政策等，引導網民轉移話題。

### 薪水与奖励
对于表现突出，引导得力的网评员，会给予额外奖励。例如新华网2007年度优秀网评人评选，共有10名评论员获奖。其中一名获奖人、“喝彩”系列网评作者亦菲表示，发一篇文章可从其发表的网站上拿四五十元的稿酬。
根据2006年5月中共合肥市委宣传部网站上公开的《关于南昌、长沙、郑州宣传文化工作的考察报告》，湖南省长沙市的网评员底薪为600元。
2010年湖南省衡阳市市委党校的网评员补贴则为0.1元/篇，每月奖励不超过100元，每半年计发一次。
湖南省某县级纪委网评员向《环球时报》英文版表示，一篇500字文章，在地方新闻网站发表可得40元，在中央级网站发表可得200元。
2021年12月，根据中国政府采购网公开的文件（现已被删除）显示，上海市公安局浦东分局在境外舆论方面试图通过外包承包商来建立并维护机器人“水军”并支给一定报酬。工作内容包括境外社交平台注册、制作原创视频等，相关报酬共69800/月。

## 社会評價

### 正面评价
- 一些中国政府官方媒体声称，网络评论员在维护中国社会稳定，封锁或反驳不利于政府的网络言论，维护政府形象，促进政府与民众沟通，建设和谐社会方面起到积极作用。例如河南焦作一网民因为不服交通警察的处理，於是在网络上批評交警，当地公安发现后组织120名网评员发帖评论反驳[92]，事后新华网引焦作市公安局的文章，正面评价了网评员的作用[93]。《环球时报》也曾发表社评，称中国的政治体制与西方不同，西方社会把西方舆论场的结构和机制当做了标准，而未能理解“舆论引导”在中国体制中的正当性。[94]
- 有评论家认为，各大论坛的舆论引导工作说明，网络时代的中国政府愿意遵从论坛的规则，与意见不同的网友进行辩论，而不是使用惯用的言论管制，说明中国政府的执政方式已经发生了变革，意识形态控制力弱化，朝进步的方向发展[18][20]。如中共海口市委党校的王天意在《网络舆论引导与和谐论坛建设》书中认为，网络评论员对网络言论开放的态度和对网民心理的了解，与一些对互联网不了解且顽固不化的官员、学者形成了对照[95]。
- 北京大学新闻与传播学院副教授、互联网专家胡泳在批评网络评论员的同时也指出，网络评论员的虚假舆论反而能让网民提高警惕与分辨真假信息的能力[18]。

### 负面评价
- 许多互联网用户认为，无论出于什么理由，都不应当为了金钱利益而发表自己原本支持或者反对的观点。《南都周刊》评论则指出政府领导和网评员之间的这种关系，非简单的拍马，而更像是互利的“合作性互骗”。[5]北京大学互联网专家胡泳认为由于网民认为网评员仅仅是为了钱而做评论的，网评员在网民眼中已经成为了一种不光彩、不道德的现象。[18]（但也有网评员称自己的评论并非简单的歌功颂德，而确实出于认同政府的施政措施。[79]）
- 在每次重大社会事件背后，很多网络讨论中都会存在着互相猜疑、甚至暴力言论的现象。[96]有网友认为，这正是政府部门雇用与放任网络评论员所造成的恶果，并认为这种相互猜忌妨害正常讨论所造成的社会破坏，已经远远超过了网络舆论引导策略潜在歪曲事实可能的威胁，网评员不正当的讨论方式给普通网民树立了很坏的模仿榜样。[97]新加坡学者郑永年也警告，中国基层社会的基本社会信任将有解体的危机。[98]
- 也有网友指，限制网民谈论“网络评论员”现象，则是因为惧怕引发更加敏感的议题。正如其他丑闻，“网络评论员”的议题本身在中国大陆的论坛被限制讨论[39]。许多民众亦认为其控制并不一定能够达到审查机构的初衷[76]。
- 北京大学新闻与传播学院副教授、互联网专家胡泳在接受《环球时报》英文版（中文版否认“五毛党”的存在[40]）采访时认为，这种网评员成不了气候，只会成为笑柄，他们的弱点是无法积累名誉，获得信任。温云超也称Twitter上的一些中文用户不会轻信网评员的话[18]。
- 中国网络企业家及大众媒体专家毛向辉认为，这也算一种审查制度，既监督公众，又削弱了网络上其他声音，增大了噪音。[20]
- 中国官方媒体人民网也曾撰文指出，组织网络评论员制造舆论压制对方与职业道德不符，不应利用公权力来制造虚假的舆论[99]。
- 中國民運人士王丹提出“四大指标”以鉴定这些网络评论员，包括“只讲自己的话，不回答别人的质问”、“大量掺杂脏字和人身攻击的语言”、“先铺垫一句假话……然后在“但是”之后就开始反对或攻击对方”、“车轱辘话反复说”。[100]
- 关注中国互联网自由的網站“泡泡”指出网络评论员的惯用手法有“网络缠斗与超饱和攻击”、“恫吓网友、进而制造虚假力量感”、“罗织罪名，让对手知难而退，进而宣布胜利”。[101]
- 泡泡网就仇和接受调查事件发表评论时特别提到了他与网络评论员制度的关系，并在此基础上分析指出网络评论员正在随着当局对社交媒体的控制以及日益政治化、商业化的网络环境而走向衰落。[16]
- 中国作家韩寒指出，网评员的设立只会拖累政府和官媒的形象：“如果一个人想要获得赞美和拥护必须要靠花钱收买别人的嘴才可以，那说明这个人肯定够醜的。”[102]

## 相关书籍
此外，中国还出版有不少书籍，以研究如何引导网络舆论，叙说地方网络评论宣传的历史，讲述网络评论的正面意义等，其多由地方政府宣传部、党校等政治组织人员编写。如《网络舆论引导与和谐论坛建设》、《网络舆情研究概论》、《引导舆论与舆论引导的艺术》、《我们这个家——2006中共湖南省委宣传部家书》等等。
在《我们这个家——2006中共湖南省委宣传部家书》一书中透露有很多中共湖南省委宣传部网络监控的信息。例如在《在宣传部的日子里》等文章里透露了他们在网上搜集到涉及湖南的言论，与相关网站交涉，删除涉及到的文章，“引导”网上舆论；在《忙碌让我充实》文章里透露报送中宣部的信息，临时发展和聘用网评员。

### 中國大陸
- 2019冠狀病毒病輿論戰爭議#对中国进行舆论战的指责
- 中华人民共和国网络审查、中央网络安全和信息化委员会办公室、网监
- 中华人民共和国的政治宣传、中共中央宣传部
- 人民网舆情监测室、网络舆情杂志、网络舆情分析师
- 托儿、网络特工、网络水军、營銷號
- 品葱
- 同路人、第五縱隊、有用的白痴
- 小粉红

### 香港
- 應變反駁隊

### 台灣
- 1450網軍

### 外國類似組織或機構
- 俄羅斯網軍（英语：Russian web brigades）（又被稱為5盧布黨、5盧布）